# 2 Batalion Saperów (1939)
2 batalion saperów (2 bsap) – pododdział saperów Wojska Polskiego II RP z okresu kampanii wrześniowej.
Batalion nie występował w pokojowej organizacji wojska. Został sformowany w 1939 przez 2 Pułk Saperów Kaniowskich sformował w I rzucie mobilizacji powszechnej dla 2 Dywizji Piechoty Legionów.

## Struktura i obsada etatowa
Obsada personalna we wrześniu 1939:
Dowództwo batalionu:
dowódca – mjr Franciszek Kostek
zastępca dowódcy – kpt. Tadeusz Piesko
- 1 kompania saperów – por. Henryk Wolski
- 2 kompania saperów – por. ppor. rez. Wacław Jagiełło
- kolumna saperska – por. rez. Egon John